# Coppa del Mondo di scherma 2019
La Coppa del Mondo di scherma 2018-2019 è stata la 48ª edizione della competizione organizzata ogni anno dalla Federazione internazionale della scherma. È iniziata l'9 novembre 2018 a Bonn e si è conclusa il 14 luglio 2019, al termine dei campionati del mondo.

## Distribuzione dei punti

### Individuale
Le competizioni del calendario si suddividono in cinque categorie. Tutte portano dei punti validi per la Coppa del Mondo secondo un coefficiente prestabilito: 1 per le prove di Coppa del Mondo e i campionati continentali, 1,5 per i Grand Prix, 2,5 per i campionati mondiali e 3 per i Giochi olimpici. I tornei satellite, destinati a far familiarizzare i giovani schermidori con le competizioni internazionali, portano pochi punti.
Per calcolare la classifica di uno schermidore, contano solamente i cinque migliori punteggi ottenuti durante le prove di Coppa del Mondo, Grand Prix e satellite, oltre ai campionati mondiali e ai Giochi olimpici..
| Pos.                                    | 1  | 2  | 3-4 | 5-8 | 9-16 | 17-32 | 33-64 | 65-96 | 97-128 | 129-256 |
| --------------------------------------- | -- | -- | --- | --- | ---- | ----- | ----- | ----- | ------ | ------- |
| Satellite                               | 4  | 3  | 2   | 1   | 0    | 0     | 0     | 0     | 0      | 0       |
| Campionati continentali Coppa del Mondo | 32 | 26 | 20  | 14  | 8    | 4     | 2     | 1     | 0,5    | 0,25    |
| Grand Prix                              | 48 | 39 | 30  | 21  | 12   | 6     | 3     | 1,5   | 0,75   | 0,375   |
| Campionati mondiali                     | 80 | 65 | 50  | 35  | 20   | 10    | 5     | 2,5   | 1,25   | 0,625   |
| Giochi olimpici                         | 96 | 78 | 60  | 42  | 24   | 12    | 6     | 3     | 1,5    | 0,75    |

### A squadre
La distribuzione dei punti è la stessa per tutte le competizioni a squadre, tranne che per i campionati mondiali che portano il doppio dei punti.
Per calcolare la classifica di una squadre, contano solamente i quattro migliori risultati delle prove di Coppa del Mondo, oltre a quelli di campionati mondiali o Olimpiadi e dei campionati continentali.
| Pos.                                    | 1   | 2   | 3  | 4  | 5  | 6  | 7  | 8  | 9  | 10 | 11 | 12 | 13 | 14 | 15 | 16 | 17-32 |
| --------------------------------------- | --- | --- | -- | -- | -- | -- | -- | -- | -- | -- | -- | -- | -- | -- | -- | -- | ----- |
| Campionati continentali Coppa del Mondo | 64  | 52  | 40 | 36 | 32 | 30 | 28 | 26 | 25 | 24 | 23 | 22 | 21 | 20 | 19 | 18 | 8     |
| Campionati mondiali                     | 128 | 104 | 80 | 72 | 64 | 60 | 56 | 52 | 50 | 48 | 46 | 44 | 42 | 40 | 38 | 36 | 16    |

## Calendario
| Legenda | Abbreviazione | Categoria               |
|         | CM            | Campionati mondiali     |
|         | CC            | Campionati continentali |
|         | GP            | Grand Prix              |
|         | CdM           | Coppa del Mondo         |
|         | Sat           | Tornei satelliti        |

### Donne

#### Circuito principale
| Data             | Nome e luogo                                                | Cat. | Arma     | Tipo    | Vincitrice                                                                             | Finalista                                                                           | Semifinaliste                                                                       | T      |
| ---------------- | ----------------------------------------------------------- | ---- | -------- | ------- | -------------------------------------------------------------------------------------- | ----------------------------------------------------------------------------------- | ----------------------------------------------------------------------------------- | ------ |
| 9 novembre 2018  | Spada di Tallinn Tallin                                     | CdM  | Spada    | Indiv.  | Jung Hyo-jung                                                                          | Vivian Kong                                                                         | Alberta Santuccio Sun Yiwen                                                         | [ 3 ]  |
| 9 novembre 2018  | Spada di Tallinn Tallin                                     | CdM  | Spada    | Squadre | Russia Tatyana Andryushina Violetta Khrapina Violetta Kolobova Diana Martinyuk         | Francia Marie-Florence Candassamy Laurence Épée Auriane Mallo Coraline Vitalis      | Stati Uniti Katharine Holmes Courtney Hurley Catherine Nixon -                      | [ 4 ]  |
| 9 novembre 2018  | Trofeo BNP Paribas Orléans                                  | CdM  | Sciabola | Indiv.  | Anna Márton                                                                            | Araceli Navarro                                                                     | Alina Komachtchouk Caroline Quéroli                                                 | [ 5 ]  |
| 9 novembre 2018  | Trofeo BNP Paribas Orléans                                  | CdM  | Sciabola | Squadre | Francia Cécilia Berder Manon Brunet Charlotte Lembach Caroline Quéroli                 | Russia Alina Mikhailova Sofia Pozdniakova Svetlana Sheveleva Sofia Velikaïa         | Italia Sofia Ciaraglia Martina Criscio Rossella Gregorio Irene Vecchi               | [ 6 ]  |
| 23 novembre 2018 | Coppa del Mondo Algeri                                      | CdM  | Fioretto | Indiv.  | Elisa Di Francisca                                                                     | Sera Azuma                                                                          | Martina Batini Inna Deriglazova                                                     | [ 7 ]  |
| 23 novembre 2018 | Coppa del Mondo Algeri                                      | CdM  | Fioretto | Squadre | Francia Anita Blaze Solène Butruille Pauline Ranvier Ysaora Thibus                     | Russia Inna Deriglazova Anastasia Ivanova Larisa Korobeynikova Adelina Zagidullina  | Italia Erica Cipressa Martina Favaretto Camilla Mancini Alice Volpi                 | [ 8 ]  |
| 11 gennaio 2019  | Coppa del Mondo L'Avana                                     | CdM  | Spada    | Indiv.  | Vivian Kong                                                                            | Auriane Mallo                                                                       | Nicol Foietta Kang Young-mi                                                         | [ 9 ]  |
| 11 gennaio 2019  | Coppa del Mondo L'Avana                                     | CdM  | Spada    | Squadre | Estonia Julia Beljajeva Irina Embrich Kristina Kuusk Katrina Lehis                     | Polonia Renata Knapik-Miazga Anna Mroszczak Barbara Rutz Ewa Trzebińska             | Russia Tatyana Andryushina Violetta Khrapina Violetta Kolobova Daria Martynyuk      | [ 10 ] |
| 11 gennaio 2019  | Coppa del Mondo Katowice                                    | CdM  | Fioretto | Indiv.  | Inna Deriglazova                                                                       | Leonie Ebert                                                                        | Arianna Errigo Lee Kiefer                                                           | [ 11 ] |
| 11 gennaio 2019  | Coppa del Mondo Katowice                                    | CdM  | Fioretto | Squadre | Francia Anita Blaze Éva Lacheray Pauline Ranvier Ysaora Thibus                         | Stati Uniti Iman Blow Jacqueline Dubrovich Lee Kiefer Nicole Ross                   | Italia Erica Cipressa Arianna Errigo Camilla Mancini Alice Volpi                    | [ 12 ] |
| 25 gennaio 2019  | Grand Prix del Qatar Doha                                   | GP   | Spada    | Indiv.  | Julia Beljajeva                                                                        | Kseniya Pantelyeyeva                                                                | Jung Hyo-jung Violetta Kolobova                                                     | [ 13 ] |
| 25 gennaio 2019  | Challenge international de Saint-Maur Saint-Maur-des-Fossés | CdM  | Fioretto | Indiv.  | Inna Deriglazova                                                                       | Alice Volpi                                                                         | Francesca Palumbo Ysaora Thibus                                                     | [ 14 ] |
| 25 gennaio 2019  | Challenge international de Saint-Maur Saint-Maur-des-Fossés | CdM  | Fioretto | Squadre | Francia Anita Blaze Chloé Jubenot Pauline Ranvier Ysaora Thibus                        | Russia Inna Deriglazova Larisa Korobeynikova Svetlana Tripapina Adelina Zagidullina | Italia Martina Batini Elisa Di Francisca Camilla Mancini Alice Volpi                | [ 15 ] |
| 25 gennaio 2019  | Coppa del Mondo Salt Lake City                              | CdM  | Sciabola | Indiv.  | Cécilia Berder                                                                         | Anna Márton                                                                         | Irene Vecchi Sofia Velikaïa                                                         | [ 16 ] |
| 25 gennaio 2019  | Coppa del Mondo Salt Lake City                              | CdM  | Sciabola | Squadre | Francia Cécilia Berder Manon Brunet Sarah Noutcha Margaux Rifkiss                      | Ungheria Renáta Katona Luca László Anna Márton Liza Pusztai                         | Italia Martina Criscio Rossella Gregorio Loreta Gulotta Irene Vecchi                | [ 17 ] |
| 8 febbraio 2019  | Città di Barcelona Barcellona                               | CdM  | Spada    | Indiv.  | Vivian Kong                                                                            | Lee Hye-in                                                                          | Kristina Kuusk Aleksandra Zamachowska                                               | [ 18 ] |
| 8 febbraio 2019  | Città di Barcelona Barcellona                               | CdM  | Spada    | Squadre | Polonia Renata Knapik-Miazga Magdalena Piekarska Ewa Trzebińska Aleksandra Zamachowska | Russia Violetta Khrapina Violetta Kolobova Diana Martinyuk Lyubov Shutova           | Cina Hou Guangjuan Li Sheng Sun Yiwen Zhu Mingye                                    | [ 19 ] |
| 8 febbraio 2019  | Trofeo INALPI Torino                                        | GP   | Fioretto | Indiv.  | Alice Volpi                                                                            | Elisa Di Francisca                                                                  | Anastasia Ivanova Francesca Palumbo                                                 | [ 20 ] |
| 22 febbraio 2019 | Grand Prix Il Cairo                                         | GP   | Sciabola | Indiv.  | Sofia Velikaïa                                                                         | Choi Soo-yeon                                                                       | Cécilia Berder Olha Kharlan                                                         | [ 21 ] |
| 1 marzo 2019     | Coppa del Mondo Il Cairo                                    | CdM  | Fioretto | Indiv.  | Inna Deriglazova                                                                       | Alice Volpi                                                                         | Lee Kiefer Sumire Tsuji                                                             | [ 22 ] |
| 1 marzo 2019     | Coppa del Mondo Il Cairo                                    | CdM  | Fioretto | Squadre | Italia Martina Batini Elisa Di Francisca Camilla Mancini Alice Volpi                   | Russia Inna Deriglazova Anastasia Ivanova Larisa Korobeynikova Adelina Zagidullina  | Francia Anita Blaze Morgane Patru Pauline Ranvier Ysaora Thibus                     | [ 23 ] |
| 8 marzo 2019     | Grand Prix Budapest                                         | GP   | Spada    | Indiv.  | Ana Maria Popescu                                                                      | Kang Young-mi                                                                       | Choi In-jeong Coraline Vitalis                                                      | [ 24 ] |
| 8 marzo 2019     | Coppa Acropoli Atene                                        | CdM  | Fioretto | Indiv.  | Sofia Pozdniakova                                                                      | Olha Kharlan                                                                        | Kim Ji-yeon Liza Pusztai                                                            | [ 25 ] |
| 8 marzo 2019     | Coppa Acropoli Atene                                        | CdM  | Fioretto | Squadre | Francia Cécilia Berder Manon Brunet Caroline Quéroli Margaux Rifkiss                   | Russia Olga Nikitina Sofia Pozdniakova Svetlana Sheveleva Sofia Velikaïa            | Italia Martina Criscio Rossella Gregorio Loreta Gulotta Irene Vecchi                | [ 26 ] |
| 15 marzo 2019    | Grand Prix Anaheim                                          | GP   | Fioretto | Indiv.  | Inna Deriglazova                                                                       | Alice Volpi                                                                         | Jeon Hee-sook Larisa Korobeynikova                                                  | [ 27 ] |
| 15 marzo 2019    | Coppa del Mondo Chengdu                                     | CdM  | Spada    | Indiv.  | Hélène Ngom                                                                            | Rossella Fiamingo                                                                   | Courtney Hurley Nathalie Moellhausen                                                | [ 28 ] |
| 15 marzo 2019    | Coppa del Mondo Chengdu                                     | CdM  | Spada    | Squadre | Germania Alexandra Ehler Ricarda Multerer Alexandra Ndolo Nadine Stahlberg             | Estonia Julia Beljajeva Irina Embrich Kristina Kuusk Katrina Lehis                  | Italia Alice Clerici Rossella Fiamingo Federica Isola Mara Navarria                 | [ 29 ] |
| 22 marzo 2019    | Challenge Yves Brasseur Sint-Niklaas                        | CdM  | Sciabola | Indiv.  | Manon Brunet                                                                           | Olga Nikitina                                                                       | Yana Egorian Bianca Pascu                                                           | [ 30 ] |
| 22 marzo 2019    | Challenge Yves Brasseur Sint-Niklaas                        | CdM  | Sciabola | Squadre | Francia Cécilia Berder Manon Brunet Charlotte Lembach Caroline Quéroli                 | Russia Yana Egorian Olga Nikitina Sofia Pozdniakova Sofia Velikaïa                  | Italia Martina Criscio Arianna Errigo Rossella Gregorio Irene Vecchi                | [ 31 ] |
| 26 aprile 2019   | Grand Prix Seul                                             | GP   | Sciabola | Indiv.  | Olha Kharlan                                                                           | Kim Ji-yeon                                                                         | Manon Brunet Seo Ji-yeon                                                            | [ 32 ] |
| 3 maggio 2019    | Coppa Rheinhold-Würth Tauberbischofsheim                    | CdM  | Fioretto | Indiv.  | Inna Deriglazova                                                                       | Anastasia Ivanova                                                                   | Erica Cipressa Ysaora Thibus                                                        | [ 33 ] |
| 3 maggio 2019    | Coppa Rheinhold-Würth Tauberbischofsheim                    | CdM  | Fioretto | Squadre | Russia Inna Deriglazova Anastasia Ivanova Larisa Korobeynikova Adelina Zagidullina     | Francia Anita Blaze Solène Butruille Pauline Ranvier Ysaora Thibus                  | Italia Martina Batini Arianna Errigo Francesca Palumbo Alice Volpi                  | [ 34 ] |
| 3 maggio 2019    | Grand Prix Cali                                             | GP   | Spada    | Indiv.  | Sun Yiwen                                                                              | Mara Navarria                                                                       | Katrina Lehis Ana Maria Popescu                                                     | [ 35 ] |
| 10 maggio 2019   | Coppa del Mondo Tunisi                                      | CdM  | Sciabola | Indiv.  | Sofia Velikaïa                                                                         | Qian Jiarui                                                                         | Charlotte Lembach Irene Vecchi                                                      | [ 36 ] |
| 10 maggio 2019   | Coppa del Mondo Tunisi                                      | CdM  | Sciabola | Squadre | Italia Sofia Ciaraglia Martina Criscio Rossella Gregorio Irene Vecchi                  | Ucraina Yuliya Bakastova Olha Kharlan Alina Komachtchouk Olena Voronina             | Corea del Sud Choi Soo-yeon Kim Ji-yeon Lee Ra-jin Yoon Ji-su                       | [ 37 ] |
| 17 maggio 2019   | Grand Prix Shanghai                                         | GP   | Fioretto | Indiv.  | Inna Deriglazova                                                                       | Alice Volpi                                                                         | Arianna Errigo Lee Kiefer                                                           | [ 38 ] |
| 17 maggio 2019   | Coppa del Mondo Dubai                                       | CdM  | Fioretto | Indiv.  | Choi In-jeong                                                                          | Courtney Hurley                                                                     | Violetta Kolobova Vivian Kong                                                       | [ 39 ] |
| 17 maggio 2019   | Coppa del Mondo Dubai                                       | CdM  | Fioretto | Squadre | Polonia Renata Knapik-Miazga Magdalena Piekarska Ewa Trzebińska Aleksandra Zamachowska | Stati Uniti Katharine Holmes Courtney Hurley Kelley Hurley Catherine Nixon          | Italia Alice Clerici Rossella Fiamingo Federica Isola Mara Navarria                 | [ 40 ] |
| 24 maggio 2019   | Sciabola di Mosca Mosca                                     | GP   | Sciabola | Indiv.  | Sofia Velikaïa                                                                         | Shao Yaqi                                                                           | Sofia Pozdniakova Liza Pusztai                                                      | [ 41 ] |
| 13 giugno 2019   | Campionati asiatici Tokyo                                   | CC   | Spada    | Indiv.  | Zhu Mingye                                                                             | Lin Sheng                                                                           | Choi In-jeong Kang Young-mi                                                         | [ 42 ] |
| 13 giugno 2019   | Campionati asiatici Tokyo                                   | CC   | Spada    | Squadre | Corea del Sud Choi In-jeong Jung Hyo-jung Kang Young-mi Lee Hye-in                     | Cina Lin Sheng Sun Yiwen Xu Chengzi Zhu Mingye                                      | Hong Kong Chu Ka Mong Hsieh Sin Yan Vivian Kong Lin Yik Hei                         | [ 43 ] |
| 13 giugno 2019   | Campionati asiatici Tokyo                                   | CC   | Fioretto | Indiv.  | Jeon Hee-sook                                                                          | Yuka Ueno                                                                           | Sera Azuma Chen Qingyuan                                                            | [ 44 ] |
| 13 giugno 2019   | Campionati asiatici Tokyo                                   | CC   | Fioretto | Squadre | Giappone Sera Azuma Komaki Kikuchi Sumire Tsuji Yuka Ueno                              | Corea del Sud Chae Song-ho Hong Hyo-jin Hong Seo-in Jeon Hee-sook                   | Cina Chen Qingyuan Huo Xingxin Shi Yue Wu Peilin                                    | [ 45 ] |
| 13 giugno 2019   | Campionati asiatici Tokyo                                   | CC   | Sciabola | Indiv.  | Yoon Ji-su                                                                             | Norika Tamura                                                                       | Shihomi Fukushima Kim Ji-yeon                                                       | [ 46 ] |
| 13 giugno 2019   | Campionati asiatici Tokyo                                   | CC   | Sciabola | Squadre | Cina Fu Ying Qian Jiarui Shao Yaqi Yang Hengyu                                         | Corea del Sud Choi Soo-yeon Hwang Seon-a Kim Ji-yeon Yoon Ji-su                     | Giappone Chika Aoki Misaki Emura Shihomi Fukushima Norika Tamura                    | [ 47 ] |
| 17 giugno 2019   | Campionato europeo Düsseldorf                               | CC   | Spada    | Indiv.  | Coraline Vitalis                                                                       | Marie-Florence Candassamy                                                           | Alexandra Ndolo Ewa Trzebińska                                                      | [ 48 ] |
| 17 giugno 2019   | Campionato europeo Düsseldorf                               | CC   | Spada    | Squadre | Polonia Renata Knapik-Miazga Magdalena Piekarska Ewa Trzebińska Aleksandra Zamachowska | Russia Tatyana Andryushina Violetta Khrapina Violetta Kolobova Lyubov Shutova       | Italia Alice Clerici Rossella Fiamingo Federica Isola Mara Navarria                 | [ 49 ] |
| 17 giugno 2019   | Campionato europeo Düsseldorf                               | CC   | Fioretto | Indiv.  | Elisa Di Francisca                                                                     | Inna Deriglazova                                                                    | Ysaora Thibus Alice Volpi                                                           | [ 50 ] |
| 17 giugno 2019   | Campionato europeo Düsseldorf                               | CC   | Fioretto | Squadre | Russia Inna Deriglazova Anastasia Ivanova Larisa Korobeynikova Adelina Zagidullina     | Francia Anita Blaze Solène Butruille Pauline Ranvier Ysaora Thibus                  | Italia Elisa Di Francisca Arianna Errigo Francesca Palumbo Alice Volpi              | [ 51 ] |
| 17 giugno 2019   | Campionato europeo Düsseldorf                               | CC   | Sciabola | Indiv.  | Olha Kharlan                                                                           | Manon Brunet                                                                        | Anna Márton Sofia Velikaïa                                                          | [ 52 ] |
| 17 giugno 2019   | Campionato europeo Düsseldorf                               | CC   | Sciabola | Squadre | Russia Yana Egorian Olga Nikitina Sofia Pozdniakova Sofia Velikaïa                     | Ungheria Renáta Katona Luca László Anna Márton Liza Pusztai                         | Francia Cécilia Berder Manon Brunet Charlotte Lembach Caroline Quéroli              | [ 53 ] |
| 24 giugno 2019   | Campionati africani Bamako                                  | CC   | Spada    | Indiv.  | Sarra Besbes                                                                           | Shirwit Gaber                                                                       | Ndeye Binta Diongue Sara Nounou                                                     | [ 54 ] |
| 24 giugno 2019   | Campionati africani Bamako                                  | CC   | Spada    | Squadre | Egitto Nardin Ehab Salwa Gaber Shirwit Gaber Sara Nounou                               | Sudafrica Mone De Jager Ivana Simic Aphiwe Tuku -                                   | Senegal Fatou Coly Ndeye Binta Diongue Aminata Sabaly Salimata Sabaly               | [ 55 ] |
| 24 giugno 2019   | Campionati africani Bamako                                  | CC   | Fioretto | Indiv.  | Inès Boubakri                                                                          | Noha Hany                                                                           | Yara El Sharkawy Noura Mohamed                                                      | [ 56 ] |
| 24 giugno 2019   | Campionati africani Bamako                                  | CC   | Fioretto | Squadre | Tunisia Sarra Afi Inès Boubakri Fatma Sethom -                                         | Egitto Yara El Shorkawy Mariam El-Zoheiry Noha Hany Noura Mohamed                   | Algeria Chaima Nihal Guemmar Anissa Khelfaoui Meriem Mebarki Sonia Zeboudj          | [ 57 ] |
| 24 giugno 2019   | Campionati africani Bamako                                  | CC   | Sciabola | Indiv.  | Amira Ben Chaabane                                                                     | Nour Montaser                                                                       | Nada Hafez Lina Mohamed                                                             | [ 58 ] |
| 24 giugno 2019   | Campionati africani Bamako                                  | CC   | Sciabola | Squadre | Tunisia Amira Ben Chaabane Azza Besbes Khadija Chemkhi Yasmine Daghfous                | Egitto Nada Hafez Lina Mohamed Nour Montaser Lina Walid                             | Algeria Chaima Benadouda Naïla Benchekor Zohra Nora Kehli Kaouther Mohamed Belkebir | [ 59 ] |
| 27 giugno 2019   | Campionati panamericani Toronto                             | CC   | Spada    | Indiv.  | Kelley Hurley                                                                          | María Martinez                                                                      | Nathalie Moellhausen María Luisa Doig                                               | [ 60 ] |
| 27 giugno 2019   | Campionati panamericani Toronto                             | CC   | Spada    | Squadre | Stati Uniti Katharine Holmes Courtney Hurley Kelley Hurley Catherine Nixon             | Brasile Katherine Miller Nathalie Moellhausen Amanda Netto Simeão Victoria Vizeu    | Canada Malinka Hoppe Montanaro Ariane Leonard Leonora Mackinnon Emma Von Dadelszen  | [ 61 ] |
| 27 giugno 2019   | Campionati panamericani Toronto                             | CC   | Fioretto | Indiv.  | Nicole Ross                                                                            | Jessica Zi Jia Guo                                                                  | Eleanor Harvey Kelleigh Ryan                                                        | [ 62 ] |
| 27 giugno 2019   | Campionati panamericani Toronto                             | CC   | Fioretto | Squadre | Stati Uniti Jacqueline Dubrovich Lee Kiefer Nzingha Prescod Nicole Ross                | Canada Alanna Goldie Jessica Zi Jia Guo Eleanor Harvey Kelleigh Ryan                | Cile Barbara Ahumada Alejandra Flores Arantza Inostroza Katina Proestakis           | [ 63 ] |
| 27 giugno 2019   | Campionati panamericani Toronto                             | CC   | Sciabola | Indiv.  | Anne-Elizabeth Stone                                                                   | Mariel Zagunis                                                                      | María Belén Pérez Maurice Gabriella Page                                            | [ 64 ] |
| 27 giugno 2019   | Campionati panamericani Toronto                             | CC   | Sciabola | Squadre | Stati Uniti Chloe Fox-Gitomer Aleksandra Shelton Anne-Elizabeth Stone Kamali Thompson  | Canada Pamela Brind'Amour Gabriella Page Marissa Ponich Madison Thurgood            | Messico Natalia Botello Vanessa Infante Julieta Toledo Abigail Valdez Andrade       | [ 65 ] |
| 14 luglio 2019   | Campionato mondiale Budapest                                | CM   | Spada    | Indiv.  | Nathalie Moellhausen                                                                   | Lin Sheng                                                                           | Vivian Kong Olena Kryvytska                                                         | [ 66 ] |
| 14 luglio 2019   | Campionato mondiale Budapest                                | CM   | Spada    | Squadre | Cina Lin Sheng Sun Yiwen Xu Anqi Zhu Mingye                                            | Russia Tatyana Andryushina Violetta Khrapina Violetta Kolobova Lyubov Shutova       | Italia Alice Clerici Rossella Fiamingo Federica Isola Mara Navarria                 | [ 67 ] |
| 14 luglio 2019   | Campionato mondiale Budapest                                | CM   | Fioretto | Indiv.  | Inna Deriglazova                                                                       | Pauline Ranvier                                                                     | Elisa Di Francisca Arianna Errigo                                                   | [ 68 ] |
| 14 luglio 2019   | Campionato mondiale Budapest                                | CM   | Fioretto | Squadre | Russia Inna Deriglazova Anastasia Ivanova Larisa Korobeynikova Adelina Zagidullina     | Italia Elisa Di Francisca Arianna Errigo Francesca Palumbo Alice Volpi              | Stati Uniti Jacqueline Dubrovich Lee Kiefer Nzingha Prescod Nicole Ross             | [ 69 ] |
| 14 luglio 2019   | Campionato mondiale Budapest                                | CM   | Sciabola | Indiv.  | Olha Kharlan                                                                           | Sofia Velikaïa                                                                      | Bianca Pascu Theodora Gkountoura                                                    | [ 70 ] |
| 14 luglio 2019   | Campionato mondiale Budapest                                | CM   | Sciabola | Squadre | Russia Yana Egorian Sofia Pozdniakova Sofia Velikaïa Olga Nikitina                     | Francia Manon Brunet Cécilia Berder Caroline Quéroli Charlotte Lembach              | Corea del Sud Choi Soo-yeon Hwang Seon-a Kim Ji-yeon Yoon Ji-su                     | [ 71 ] |

### Uomini

#### Circuito principale
| Data             | Nome e luogo                                | Cat. | Arma     | Tipo    | Vincitore                                                                         | Finalista                                                                               | Semifinalisti                                                                                        | T       |
| ---------------- | ------------------------------------------- | ---- | -------- | ------- | --------------------------------------------------------------------------------- | --------------------------------------------------------------------------------------- | --- | ------- |
| 9 novembre 2018  | Leone di Bonn Bonn                          | CdM  | Fioretto | Indiv.  | Richard Kruse                                                                     | Andrea Cassarà                                                                          | Nick Itkin Enzo Lefort                                                                               | [ 72 ]  |
| 9 novembre 2018  | Leone di Bonn Bonn                          | CdM  | Fioretto | Squadre | Stati Uniti Miles Chamley-Watson Race Imboden Alexander Massialas Gerek Meinhardt | Italia Giorgio Avola Andrea Cassarà Alessio Foconi Daniele Garozzo                      | Giappone Kyōsuke Matsuyama Ryō Miyake Toshiya Saitō Kenta Suzumura                                   | [ 73 ]  |
| 16 novembre 2018 | Coppa del Mondo Algeri                      | CdM  | Sciabola | Indiv.  | Ha Han-sol                                                                        | Luigi Samele                                                                            | Enrico Berrè Oh Sang-uk                                                                              | [ 74 ]  |
| 16 novembre 2018 | Coppa del Mondo Algeri                      | CdM  | Sciabola | Squadre | Corea del Sud Gu Bon-gil Ha Han-sol Kim Jun-ho Oh Sang-uk                         | Russia Dmitriy Danilenko Kamil Ibragimov Konstantin Lokhanov Veniamin Reshetnikov       | Germania Max Hartung Richard Hübers Matyas Szabo Benedikt Wagner                                     | [ 75 ]  |
| 23 novembre 2018 | Gran Prix di Berna Berna                    | CdM  | Spada    | Indiv.  | Kazuyasu Minobe                                                                   | Bas Verwijlen                                                                           | Dmitriy Aleksanin Federico Vismara                                                                   | [ 76 ]  |
| 23 novembre 2018 | Gran Prix di Berna Berna                    | CdM  | Spada    | Squadre | Russia Sergey Bida Nikita Glazkov Sergey Khodos Pavel Sukhov                      | Italia Gabriele Cimini Marco Fichera Paolo Pizzo Federico Vismara                       | Corea del Sud Kim Myeong-ki Kweon Young-jun Na Jong-kwan Park Sang-young                             | [ 77 ]  |
| 10 gennaio 2019  | Coppa d'Heidenheim Heidenheim               | CdM  | Spada    | Indiv.  | Alexandre Bardenet                                                                | Davide Di Veroli                                                                        | Georgiy Bruev Koki Kanō                                                                              | [ 78 ]  |
| 10 gennaio 2019  | Coppa d'Heidenheim Heidenheim               | CdM  | Spada    | Squadre | Russia Sergey Bida Nikita Glazkov Sergey Khodos Pavel Sukhov                      | Ungheria Zsombor Bányai Daniel Berta Dávid Nagy András Redli                            | Italia Gabriele Cimini Valerio Cuomo Marco Fichera Andrea Santarelli                                 | [ 79 ]  |
| 11 gennaio 2019  | Challenge international de Paris Parigi     | CdM  | Fioretto | Indiv.  | Alessio Foconi                                                                    | Gerek Meinhardt                                                                         | Giorgio Avola Race Imboden                                                                           | [ 80 ]  |
| 11 gennaio 2019  | Challenge international de Paris Parigi     | CdM  | Fioretto | Squadre | Russia Timur Arslanov Aleksey Cheremisinov Timur Safin Dmitry Zherebchenko        | Italia Giorgio Avola Andrea Cassarà Alessio Foconi Daniele Garozzo                      | Stati Uniti Miles Chamley-Watson Race Imboden Alexander Massialas Gerek Meinhardt                    | [ 81 ]  |
| 25 gennaio 2019  | Grand Prix del Qatar Doha                   | GP   | Spada    | Indiv.  | Yannick Borel                                                                     | Yulen Pereira                                                                           | Jacob Hoyle Bohdan Nikishyn                                                                          | [ 82 ]  |
| 25 gennaio 2019  | Coppa del Principe Takamado Tokyo           | CdM  | Fioretto | Indiv.  | Richard Kruse                                                                     | Race Imboden                                                                            | Alessio Foconi Daniele Garozzo                                                                       | [ 83 ]  |
| 25 gennaio 2019  | Coppa del Principe Takamado Tokyo           | CdM  | Fioretto | Squadre | Italia Giorgio Avola Andrea Cassarà Alessio Foconi Daniele Garozzo                | Stati Uniti Miles Chamley-Watson Race Imboden Alexander Massialas Gerek Meinhardt       | Corea del Sud Heo Jun Kwon Young-ho Lee Kwang-hyun Son Young-ki                                      | [ 84 ]  |
| 1 febbraio 2019  | Sciabola di Wołodyjowski Varsavia           | CdM  | Sciabola | Indiv.  | Eli Dershwitz                                                                     | Luca Curatoli                                                                           | Max Hartung Oh Sang-uk                                                                               | [ 85 ]  |
| 1 febbraio 2019  | Sciabola di Wołodyjowski Varsavia           | CdM  | Sciabola | Squadre | Italia Enrico Berrè Luca Curatoli Aldo Montano Luigi Samele                       | Francia Vincent Anstett Boladé Apithy Maxence Lambert Tom Seitz                         | Russia Dmitriy Danilenko Kamil Ibragimov Konstantin Lokhanov Veniamin Reshetnikov                    | [ 86 ]  |
| 8 febbraio 2019  | Coppa Péter Bakonyi Vancouver               | CdM  | Spada    | Indiv.  | Koki Kanō                                                                         | Enrico Garozzo                                                                          | Alexandre Bardenet Jacob Hoyle                                                                       | [ 87 ]  |
| 8 febbraio 2019  | Coppa Péter Bakonyi Vancouver               | CdM  | Spada    | Squadre | Russia Vadim Anokhin Georgiy Bruev Nikita Glazkov Sergey Khodos                   | Israele Grigori Beskin Yuval Shalom Freilich Ido Harper Daniel Lis                      | Francia Alexandre Bardenet Yannick Borel Alex Fava Ronan Gustin                                      | [ 88 ]  |
| 8 febbraio 2019  | Trofeo INALPI Torino                        | GP   | Fioretto | Indiv.  | Race Imboden                                                                      | Cheung Ka Long                                                                          | Alessio Foconi Gerek Meinhardt                                                                       | [ 89 ]  |
| 8 febbraio 2019  | Grand Prix Westend Il Cairo                 | GP   | Sciabola | Indiv.  | Oh Sang-uk                                                                        | Áron Szilágyi                                                                           | Sandro Bazadze Kim Jun-ho                                                                            | [ 90 ]  |
| 1 marzo 2019     | Coppa del mondo Il Cairo                    | CdM  | Fioretto | Indiv.  | Daniele Garozzo                                                                   | Erwann Le Péchoux                                                                       | Giorgio Avola Alexander Massialas                                                                    | [ 91 ]  |
| 1 marzo 2019     | Coppa del mondo Il Cairo                    | CdM  | Fioretto | Squadre | Stati Uniti Race Imboden Nick Itkin Alexander Massialas Gerek Meinhardt           | Francia Jérémy Cadot Enzo Lefort Erwann Le Péchoux Maxime Pauty                         | Italia Giorgio Avola Andrea Cassarà Alessio Foconi Daniele Garozzo                                   | [ 92 ]  |
| 8 marzo 2019     | Grand Prix westend Budapest                 | GP   | Spada    | Indiv.  | Kazuyasu Minobe                                                                   | Andrea Santarelli                                                                       | Tibor Andrásfi Max Heinzer                                                                           | [ 93 ]  |
| 8 marzo 2019     | Trofeo Luxardo Padova                       | CdM  | Sciabola | Indiv.  | Luca Curatoli                                                                     | Aldo Montano                                                                            | Max Hartung Benedikt Wagner                                                                          | [ 94 ]  |
| 8 marzo 2019     | Trofeo Luxardo Padova                       | CdM  | Sciabola | Squadre | Corea del Sud Gu Bon-gil Ha Han-sol Kim Jun-ho Oh Sang-uk                         | Iran Mojtaba Abedini Mohammad Fotouhi Ali Pakdaman Mohammad Rahbari                     | Italia Enrico Berrè Dario Cavaliere Luca Curatoli Luigi Samele                                       | [ 95 ]  |
| 15 marzo 2019    | Grand Prix Anaheim                          | GP   | Fioretto | Indiv.  | Julien Mertine                                                                    | Tommaso Marini                                                                          | Cheung Ka Long Alessio Foconi                                                                        | [ 96 ]  |
| 21 marzo 2019    | Jockey Club Argentino Buenos Aires          | CdM  | Spada    | Indiv.  | Sergey Bida                                                                       | Gabriele Cimini                                                                         | Curtis McDowald András Redli                                                                         | [ 97 ]  |
| 21 marzo 2019    | Jockey Club Argentino Buenos Aires          | CdM  | Spada    | Squadre | Giappone Koki Kanō Kazuyasu Minobe Satoru Uyama Masaru Yamada                     | Svizzera Max Heinzer Lucas Malcotti Michele Niggeler Benjamin Steffen                   | Russia Sergey Bida Nikita Glazkov Sergey Khodos Pavel Sukhov                                         | [ 98 ]  |
| 22 marzo 2019    | Coppa del mondo Budapest                    | CdM  | Sciabola | Indiv.  | Max Hartung                                                                       | Oh Sang-uk                                                                              | Mojtaba Abedini Tiberiu Dolniceanu                                                                   | [ 99 ]  |
| 22 marzo 2019    | Coppa del mondo Budapest                    | CdM  | Sciabola | Squadre | Corea del Sud Gu Bon-gil Kim Jun-ho Kim Kye-hwan Oh Sang-uk                       | Ungheria Tamás Decsi Csanád Gémesi András Szatmári Áron Szilágyi                        | Italia Enrico Berrè Dario Cavaliere Luca Curatoli Luigi Samele                                       | [ 100 ] |
| 26 aprile 2019   | Grand Prix Seul                             | GP   | Sciabola | Indiv.  | Oh Sang-uk                                                                        | Áron Szilágyi                                                                           | Max Hartung Kim Jung-hwan                                                                            | [ 101 ] |
| 3 maggio 2019    | Fioretto di San Pietroburgo San Pietroburgo | CdM  | Fioretto | Indiv.  | Andrea Cassarà                                                                    | Alessio Foconi                                                                          | Benjamin Kleibrink Erwann Le Péchoux                                                                 | [ 102 ] |
| 3 maggio 2019    | Fioretto di San Pietroburgo San Pietroburgo | CdM  | Fioretto | Squadre | Stati Uniti Miles Chamley-Watson Race Imboden Alexander Massialas Gerek Meinhardt | Hong Kong Cheung Ka Long Cheung Siu Lun Choi Chun Yin Yeung Chi Ka                      | Corea del Sud Heo Jun Kim Dong-su Lee Kwang-hyun Son Young-ki                                        | [ 103 ] |
| 3 maggio 2019    | Grand Prix Cali                             | GP   | Spada    | Indiv.  | Kazuyasu Minobe                                                                   | Radosław Zawrotniak                                                                     | Marco Fichera Tristan Tulen                                                                          | [ 104 ] |
| 10 maggio 2019   | Città di Madrid Madrid                      | CdM  | Sciabola | Indiv.  | Max Hartung                                                                       | Áron Szilágyi                                                                           | Kim Jun-ho Oh Sang-uk                                                                                | [ 105 ] |
| 10 maggio 2019   | Città di Madrid Madrid                      | CdM  | Sciabola | Squadre | Italia Enrico Berrè Luca Curatoli Aldo Montano Luigi Samele                       | Russia Dmitriy Danilenko Kamil Ibragimov Konstantin Lokhanov Veniamin Reshetnikov       | Corea del Sud Gu Bon-gil Jung Jae-seung Kim Jun-ho Oh Sang-uk                                        | [ 106 ] |
| 17 maggio 2019   | Grand Prix Shanghai                         | GP   | Fioretto | Indiv.  | Alessio Foconi                                                                    | Nick Itkin                                                                              | Choi Chun Yin Timur Safin                                                                            | [ 107 ] |
| 17 maggio 2019   | Challenge Monal Parigi                      | CdM  | Spada    | Indiv.  | Park Sang-young                                                                   | Nikita Glazkov                                                                          | Máté Koch Gergely Siklósi                                                                            | [ 108 ] |
| 17 maggio 2019   | Challenge Monal Parigi                      | CdM  | Spada    | Squadre | Svizzera Max Heinzer Lucas Malcotti Michele Niggeler Benjamin Steffen             | Francia Alexandre Bardenet Yannick Borel Romain Cannone Ronan Gustin                    | Italia Gabriele Cimini Marco Fichera Enrico Garozzo Andrea Santarelli                                | [ 109 ] |
| 24 maggio 2019   | Sciabola di Mosca Mosca                     | GP   | Sciabola | Indiv.  | Boladé Apithy                                                                     | Eli Dershwitz                                                                           | Luca Curatoli Max Hartung                                                                            | [ 110 ] |
| 13 giugno 2019   | Campionati asiatici Tokyo                   | CC   | Spada    | Indiv.  | Masaru Yamada                                                                     | Satoru Uyama                                                                            | Ruslan Kurbanov Nguyễn Tiến Nhật                                                                     | [ 111 ] |
| 13 giugno 2019   | Campionati asiatici Tokyo                   | CC   | Spada    | Squadre | Cina Dong Chao Lan Minghao Shi Gaofeng Wang Zijie                                 | Corea del Sud An Sung-ho Kweon Young-jun Na Jong-kwan Park Sang-young                   | Giappone Koki Kanō Kazuyasu Minobe Satoru Uyama Masaru Yamada                                        | [ 112 ] |
| 13 giugno 2019   | Campionati asiatici Tokyo                   | CC   | Fioretto | Indiv.  | Takahiro Shikine                                                                  | Cheung Ka Long                                                                          | Chen Haiwei Toshiya Saitō                                                                            | [ 113 ] |
| 13 giugno 2019   | Campionati asiatici Tokyo                   | CC   | Fioretto | Squadre | Giappone Kyōsuke Matsuyama Ryō Miyake Takahiro Shikine Kenta Suzumura             | Cina Chen Haiwei Huang Mengkai Ma Jianfei Wu Bin                                        | Hong Kong Cheung Ka Long Cheung Siu Lun Choi Chun Yin Yeung Chi Ka                                   | [ 114 ] |
| 13 giugno 2019   | Campionati asiatici Tokyo                   | CC   | Sciabola | Indiv.  | Oh Sang-uk                                                                        | Wang Shi                                                                                | Mojtaba Abedini Ha Han-sol                                                                           | [ 115 ] |
| 13 giugno 2019   | Campionati asiatici Tokyo                   | CC   | Sciabola | Squadre | Corea del Sud Gu Bon-gil Ha Han-sol Kim Jun-ho Oh Sang-uk                         | Iran Mojtaba Abedini Mohammad Fotouhi Ali Pakdaman Mohammad Rahbari                     | Giappone Tomohiro Shimamura Kaito Streets Kenta Tokunan Kento Yoshida                                | [ 116 ] |
| 17 giugno 2019   | Campionato europeo Düsseldorf               | CC   | Spada    | Indiv.  | Yuval Freilich                                                                    | Andrea Santarelli                                                                       | Jiří Beran Enrico Garozzo                                                                            | [ 117 ] |
| 17 giugno 2019   | Campionato europeo Düsseldorf               | CC   | Spada    | Squadre | Russia Sergey Bida Nikita Glazkov Sergey Khodos Pavel Sukhov                      | Danimarca Patrick Jørgensen Kenneth Knudsen Frederik von der Osten Trøls Christian Robl | Ungheria Dániel Berta Máté Koch András Rédli Gergely Siklósi                                         | [ 118 ] |
| 17 giugno 2019   | Campionato europeo Düsseldorf               | CC   | Fioretto | Indiv.  | Alessio Foconi                                                                    | Daniele Garozzo                                                                         | Aleksey Cheremisinov Enzo Lefort                                                                     | [ 119 ] |
| 17 giugno 2019   | Campionato europeo Düsseldorf               | CC   | Fioretto | Squadre | Francia Enzo Lefort Erwann Le Péchoux Julien Mertine Maxime Pauty                 | Germania Peter Joppich Benjamin Kleibrink Luis Klein André Sanità                       | Italia Giorgio Avola Andrea Cassarà Alessio Foconi Daniele Garozzo                                   | [ 120 ] |
| 17 giugno 2019   | Campionato europeo Düsseldorf               | CC   | Sciabola | Indiv.  | Veniamin Reshetnikov                                                              | Kamil Ibragimov                                                                         | Sandro Bazadze Max Hartung                                                                           | [ 121 ] |
| 17 giugno 2019   | Campionato europeo Düsseldorf               | CC   | Sciabola | Squadre | Germania Max Hartung Björn Hübner-Fehrer Matyas Szabo Benedikt Wagner             | Ungheria Tamás Decsi Csanád Gémesi András Szatmári Áron Szilágyi                        | Italia Enrico Berrè Luca Curatoli Aldo Montano Luigi Samele                                          | [ 122 ] |
| 24 giugno 2019   | Campionati africani Bamako                  | CC   | Spada    | Indiv.  | Houssam El Kord                                                                   | Ahmed El Saghir                                                                         | Ahmed El Sayed Mahmoud Mohsen                                                                        | [ 123 ] |
| 24 giugno 2019   | Campionati africani Bamako                  | CC   | Spada    | Squadre | Marocco Abdelkarim El Haouari Houssam El Kord Omar Nahi Aissam Rami               | Senegal Alexandre Bouzaid Bi Boukalo Gandon Bourama Keba Sagnan Seckou Tounkara         | Egitto Ahmed El Saghir Ahmed El Sayed Mohamed El-Sayed Mahmoud Mohsen                                | [ 124 ] |
| 24 giugno 2019   | Campionati africani Bamako                  | CC   | Fioretto | Indiv.  | Alaaeldin Abouelkassem                                                            | Mohamed Hamza                                                                           | Mohamed Ayoub Ferjani Mohamed Samandi                                                                | [ 125 ] |
| 24 giugno 2019   | Campionati africani Bamako                  | CC   | Fioretto | Squadre | Egitto Alaaeldin Abouelkassem Mohamed Essam Mohamed Hamza Mohamed Hassan          | Tunisia Mohamed Ayoub Ferjani Mohamed Aziz Kchouk Mohamed Aziz Metoui Mohamed Samandi   | Algeria Maxime Ichem Cade Salim Heroui Yanis Baptiste Mabed Youcef Madi                              | [ 126 ] |
| 24 giugno 2019   | Campionati africani Bamako                  | CC   | Sciabola | Indiv.  | Mohamed Amer                                                                      | Farès Ferjani                                                                           | Ahmed Ferjani Mohab Samer                                                                            | [ 127 ] |
| 24 giugno 2019   | Campionati africani Bamako                  | CC   | Sciabola | Squadre | Egitto Mohamed Amer Ziad El Sissy Medhat Moataz Mohab Samer                       | Tunisia Ahmed Ferjani Farès Ferjani Mohamed Ayoub Ferjani Hichem Samandi                | Algeria Lokman Benmarouf Akram Bounabi Maxime Ichem Cade Hamza Adel Kasdi                            | [ 128 ] |
| 27 giugno 2019   | Campionati panamericani Toronto             | CC   | Spada    | Indiv.  | Rubén Limardo                                                                     | Jesús Limardo                                                                           | Yunior Reytor Venet José Felix Domínguez                                                             | [ 129 ] |
| 27 giugno 2019   | Campionati panamericani Toronto             | CC   | Spada    | Squadre | Cuba Reynier Henríquez Ortiz Luís Enrique Patterson Yunior Reytor Venet -         | Stati Uniti Jacob Hoyle James Kaull Curtis McDowald Adam Rodney                         | Argentina José Felix Domínguez Agustín Adolfo Gusman Jesús Andrés Lugones Ruggeri Alessandro Taccani | [ 130 ] |
| 27 giugno 2019   | Campionati panamericani Toronto             | CC   | Fioretto | Indiv.  | Race Imboden                                                                      | Guilherme Toldo                                                                         | Gerek Meinhardt Alexander Massialas                                                                  | [ 131 ] |
| 27 giugno 2019   | Campionati panamericani Toronto             | CC   | Fioretto | Squadre | Stati Uniti Race Imboden Nick Itkin Alexander Massialas Gerek Meinhardt           | Canada Blake Brozsus Alex Cai Eli Schenkel Maximilien Van Haaster                       | Brasile Julien Baneux Henrique Marques Heitor Shimbo Guilherme Toldo                                 | [ 132 ] |
| 27 giugno 2019   | Campionati panamericani Toronto             | CC   | Sciabola | Indiv.  | Eli Dershwitz                                                                     | Daryl Homer                                                                             | Pascual María Di Tella Joseph Polossifakis                                                           | [ 133 ] |
| 27 giugno 2019   | Campionati panamericani Toronto             | CC   | Sciabola | Squadre | Stati Uniti Eli Dershwitz Daryl Homer Jeff Spear Khalil Thompson                  | Canada Farès Arfa Marc Gélinas Shaul Gordon Joseph Polossifakis                         | Argentina Pascual María Di Tella Martín Exequiel Lora Grundwalt Stefano Iván Lucchetti Pablo Trochez | [ 134 ] |
| 14 luglio 2019   | Campionato mondiale Budapest                | CM   | Spada    | Indiv.  | Gergely Siklósi                                                                   | Sergey Bida                                                                             | Ihor Reizlin Andrea Santarelli                                                                       | [ 135 ] |
| 14 luglio 2019   | Campionato mondiale Budapest                | CM   | Spada    | Squadre | Francia Alexandre Bardenet Yannick Borel Ronan Gustin Daniel Jérent               | Ucraina Anatoliy Herey Bohdan Nikishyn Ihor Reizlin Roman Svichkar                      | Svizzera Max Heinzer Lucas Malcotti Michele Niggeler Benjamin Steffen                                | [ 136 ] |
| 14 luglio 2019   | Campionato mondiale Budapest                | CM   | Fioretto | Indiv.  | Enzo Lefort                                                                       | Marcus Mepstead                                                                         | Dmitry Zherebchenko Son Young-ki                                                                     | [ 137 ] |
| 14 luglio 2019   | Campionato mondiale Budapest                | CM   | Fioretto | Squadre | Stati Uniti Race Imboden Miles Chamley-Watson Alexander Massialas Gerek Meinhardt | Francia Enzo Lefort Erwann Le Péchoux Julien Mertine Maxime Pauty                       | Italia Giorgio Avola Andrea Cassarà Alessio Foconi Daniele Garozzo                                   | [ 138 ] |
| 14 luglio 2019   | Campionato mondiale Budapest                | CM   | Sciabola | Indiv.  | Oh Sang-uk                                                                        | András Szatmári                                                                         | Mojtaba Abedini Luca Curatoli                                                                        | [ 139 ] |
| 14 luglio 2019   | Campionato mondiale Budapest                | CM   | Sciabola | Squadre | Corea del Sud Ha Han-sol Gu Bon-gil Kim Jun-ho Oh Sang-uk                         | Ungheria András Szatmári Tamás Decsi Csanád Gémesi Áron Szilágyi                        | Italia Enrico Berrè Luca Curatoli Aldo Montano Luigi Samele                                          | [ 140 ] |

## Classifica generale

### Spada

#### Donne
| Pos. | Atleta               | Punti |
| ---- | -------------------- | ----- |
| 1    | Vivian Kong          | 193   |
| 2    | Lin Sheng            | 156   |
| 3    | Kang Young-mi        | 152   |
| 4    | Nathalie Moellhausen | 143   |
| 5    | Sun Yiwen            | 143   |
| 6    | Coraline Vitalis     | 134   |
| 7    | Choi In-jeong        | 130   |
| 8    | Violetta Kolobova    | 125   |
| 9    | Ana Maria Popescu    | 122   |
| 10   | Jung Hyo-jung        | 120   |

| Pos. | Nazione     | Punti |
| ---- | ----------- | ----- |
| 1    | Russia      | 344   |
| 2    | Cina        | 328   |
| 3    | Polonia     | 326   |
| 4    | Stati Uniti | 280   |
| 5    | Estonia     | 262   |

#### Uomini
| Pos. | Atleta            | Punti |
| ---- | ----------------- | ----- |
| 1    | Kazuyasu Minobe   | 164   |
| 2    | Andrea Santarelli | 156   |
| 3    | Sergey Bida       | 139   |
| 4    | Gergely Siklósi   | 120,5 |
| 5    | Koki Kanō         | 120   |
| 6    | Bas Verwijlen     | 120   |
| 7    | Bohdan Nikishyn   | 120   |
| 8    | Yannick Borel     | 114   |
| 9    | Dmitriy Aleksanin | 102   |
| 10   | Park Sang-young   | 98    |

| Pos. | Nazione       | Punti |
| ---- | ------------- | ----- |
| 1    | Russia        | 352   |
| 2    | Francia       | 295   |
| 3    | Svizzera      | 284   |
| 4    | Italia        | 260   |
| 5    | Corea del Sud | 235   |

### Fioretto

#### Donne
| Pos. | Atleta               | Punti |
| ---- | -------------------- | ----- |
| 1    | Inna Deriglazova     | 311   |
| 2    | Alice Volpi          | 218   |
| 3    | Elisa Di Francisca   | 197   |
| 4    | Arianna Errigo       | 161   |
| 5    | Lee Kiefer           | 144   |
| 6    | Leonie Ebert         | 138   |
| 7    | Anastasia Ivanova    | 127   |
| 8    | Francesca Palumbo    | 125   |
| 9    | Ysaora Thibus        | 118   |
| 10   | Larisa Korobeynikova | 118   |

| Pos. | Nazione     | Punti |
| ---- | ----------- | ----- |
| 1    | Russia      | 412   |
| 2    | Francia     | 368   |
| 3    | Italia      | 328   |
| 4    | Stati Uniti | 304   |
| 5    | Giappone    | 246   |

#### Uomini
| Pos. | Atleta              | Punti |
| ---- | ------------------- | ----- |
| 1    | Alessio Foconi      | 219   |
| 2    | Race Imboden        | 174   |
| 3    | Enzo Lefort         | 162   |
| 4    | Daniele Garozzo     | 147   |
| 5    | Gerek Meinhardt     | 138   |
| 6    | Andrea Cassarà      | 136   |
| 7    | Cheung Ka Long      | 134   |
| 8    | Alexander Massialas | 134   |
| 9    | Nick Itkin          | 124   |
| 10   | Erwann Le Péchoux   | 110   |

| Pos. | Nazione       | Punti |
| ---- | ------------- | ----- |
| 1    | Stati Uniti   | 436   |
| 2    | Italia        | 328   |
| 3    | Francia       | 324   |
| 4    | Russia        | 264   |
| 5    | Corea del Sud | 248   |

### Sciabola

#### Donne
| Pos. | Atleta               | Punti |
| ---- | -------------------- | ----- |
| 1    | Olha Kharlan         | 267   |
| 2    | Sofia Velikaïa       | 264   |
| 3    | Manon Brunet         | 170   |
| 4    | Anna Márton          | 151   |
| 5    | Kim Ji-yeon          | 141   |
| 6    | Cécilia Berder       | 137   |
| 7    | Anne-Elizabeth Stone | 136   |
| 8    | Liza Pusztai         | 128   |
| 9    | Shao Yaqi            | 116   |
| 10   | Sofia Pozdniakova    | 111   |

| Pos. | Nazione       | Punti |
| ---- | ------------- | ----- |
| 1    | Francia       | 400   |
| 2    | Russia        | 378   |
| 3    | Italia        | 292   |
| 4    | Corea del Sud | 260   |
| 5    | Stati Uniti   | 252   |

#### Uomini
| Pos. | Atleta               | Punti |
| ---- | -------------------- | ----- |
| 1    | Oh Sang-uk           | 290   |
| 2    | Eli Dershwitz        | 210   |
| 3    | Max Hartung          | 210   |
| 4    | Luca Curatoli        | 179   |
| 5    | Áron Szilágyi        | 146   |
| 6    | Kamil Ibragimov      | 135   |
| 7    | Veniamin Reshetnikov | 134   |
| 8    | Boladé Apithy        | 126   |
| 9    | Sandro Bazadze       | 126   |
| 10   | Mojtaba Abedini      | 115   |

| Pos. | Nazione       | Punti |
| ---- | ------------- | ----- |
| 1    | Corea del Sud | 424   |
| 2    | Italia        | 328   |
| 3    | Ungheria      | 312   |
| 4    | Germania      | 268   |
| 5    | Russia        | 268   |